# 腓特烈·威廉一世
腓特烈·威廉一世（德語：Friedrich Wilhelm I，1688年8月14日—1740年5月31日），普鲁士國王兼勃兰登堡选帝侯（1713年—1740年在位），綽號“軍曹選侯”、「士兵王」（Soldatenkönig）。腓特烈一世之子，腓特烈二世之父。他父親腓特烈一世成功使普魯士變為一個王國，他本人則大大加強這個王國的軍事力量。

## 生平
腓特烈·威廉一世是勃蘭登堡選帝侯兼普魯士公爵腓特烈一世與漢諾威選侯恩斯特·奧古斯特的長女索菲·夏洛特次子。在他13歲時，他的父親得到國王稱號，他成為普魯士王儲。他曾經參加西班牙王位繼承戰爭。1713年2月25日，父親腓特烈一世去世，他即位成為國王。
腓特烈·威廉一世刚登基，西班牙王位繼承戰爭结束。4月11日普魯士与法国簽訂《烏得勒支和約》，得到格爾登上區，和法國、瑞士邊境附近的納沙泰爾、瓦倫金兩個侯國。
腓特烈·威廉一世實行極端的軍國主義政策。他大大加重賦稅，把普魯士軍隊從3.8萬人增加至8.3萬人（占人口的百分之四）。腓特烈·威廉一世在位时，与奥地利、英国关系冷淡，只与法国、薩克森-波蘭结盟。
腓特烈·威廉一世的普魯士參加反對瑞典霸權的大北方戰爭，但所得甚微。只是由於彼得大帝的俄羅斯打敗瑞典，腓特烈·威廉一世得到直到奧得河河口的波美拉尼亞。
1709年普魯士东部发生鼠疫，人口骤减。腓特烈·威廉一世重新移民，使东部再度繁荣。1719年，他解放自己领地上的所有农奴，废除世袭租佃制度。他提倡重商主義，发展工业。1717年实施全国小学义务教育。
但腓特烈·威廉一世鄙视学问，他在普魯士禁止法国文学、拉丁文和音乐。由于他生活简朴吝啬，又舍不得在经济文化建设上花钱，人称“乞丐国王”。當「士兵王」正以令人難以忍受的吝啬积累钱财，實施全力建軍、提高军备的政策時，鄰國的薩克森選侯兼波蘭國王奧古斯特二世，恰恰相反，大肆推行附庸風雅的文化建設。奧古斯特二世曾自诩其都城德雷斯顿是德意志的雅典（暗指自己高雅），把邻国普鲁士都城柏林比作德意志的斯巴达（暗指士兵王粗俗），士兵王听闻这个评价后却颇为高兴，在1730年與富裕的薩克森（有兵3.6萬）公開結盟。兩人死後，士兵王的軍國主義方針被證明是正確的；他英明神武的兒子——腓特烈大帝繼位後（擴軍至16萬人），在1756年輕易攻破軍備不振的薩克森（軍隊不足四萬），建立北德地區的霸權。
由于腓特烈·威廉一世对王太子腓特烈过分苛刻，禁止他接触法国文学、拉丁文和音乐，反对儿子与英国王室联姻，经常对儿子进行体罚，造成父子关系紧张。1730年弗里茨企图逃亡英国未遂，被捕，腓特烈的同伙被处决，自己也险些丧命。
腓特烈·威廉一世于1740年5月31日在柏林去世，终年51岁。他一生力倡儉樸，把軍隊從3.8萬擴大到8萬人；治下人口更從1713年的155萬增加到1740年的225萬。他死後，青出於藍的儿子腓特烈成为国王腓特烈二世，将普魯士建设成欧洲最强大的国家之一。

## 性格
腓特烈·威廉一世是一位性格嚴厲的「戰士國王」，他以極其粗暴的軍訓作風對待臣民，總是建軍備戰、窮兵黷武，但也為普魯士日後的擴張準備堅實軍隊和經濟基礎。腓特烈·威廉一世時期普魯士軍紀嚴格，校閱軍隊成為他最大的消遣。1733年，實行分區徵兵制，並強迫農民當兵，提供半數的兵源，另一半為外國雇傭軍。
他有一個普魯士巨人擲彈兵團：謠言說他派人從歐洲各地綁架身高偉岸的巨人編入這個特殊擲彈兵團，從北海到地中海的整個歐洲，所有高大的男人都有可能被他誘拐或者劫持。謠言甚至說：身材高大的女人同樣不安全，常常被腓特烈·威廉綁架來與這些巨人結婚，以產生新一代巨人。

## 身後
腓特烈·威廉于1740年去世，享年51岁，葬于波茨坦的加里森教堂。第二次世界大战期间，为了保护国王的棺木免受盟军的进攻，希特勒下令将国王的棺材以及腓特烈大帝和保罗·冯·兴登堡的棺材藏起来，先是藏到柏林，后来又藏到贝恩特罗德郊外的一个盐矿。这些棺材后来被占领军发现，并于 1946 年将尸体重新埋葬在马尔堡的圣伊丽莎白教堂。1953 年，棺材被转移到霍亨索伦城堡，一直留在那里直到 1991 年，最后才安葬在马尔堡。无忧宫和平教堂内放著弗里德里希皇帝陵墓祭坛的台阶。霍亨索伦城堡原来的黑色大理石已經遺失，现在的石棺是铜质复制品。

## 軼事
1740年5月，腓特烈·威廉彌留之際，宮廷請來牧師臨終祝禱，牧師佈道勸他放下執著，稱「人一絲不掛來，也一絲不掛離去」，腓特烈·威廉一怒之下，從病榻上掙扎爬起來，罵道：「什麼一絲不掛，我要穿上我的戎裝！」

## 寓所
国王的狩猎小屋和花园柯尼希斯武斯特豪森城堡是他最喜欢的住宿地点，当他想从柏林宫和波茨坦城市宫履行国家职责时放松一下时，他就喜欢在这里打猎。他的孩子们也必须定期来这里度假。腓特烈大帝非常不喜欢这个地方，但腓特烈死后，两个最小的儿子在年老时，出于感伤的记忆，几次一起回到了他们度过了很多时间长大的地方。
如今，这座城堡位于柏林市东南部，距柏林机场不远，是柏林勃兰登堡普鲁士宫殿和花园基金会的博物馆。展出了许多珍贵的巴洛克绘画和手工艺品，其中大部分与腓特烈·威廉及其家人有关，许多原始室内装饰，以及大量肖像画，主要是军官的肖像，这些肖像是“士兵国王”自己画的。

## 婚姻與子女
腓特烈·威廉一世於1706年11月28日娶漢諾威選侯，日後的英國國王乔治一世唯一的女儿，也是腓特烈·威廉一世的表姐索菲亞·桃樂西婭（Sophia Dorothea，1687年—1757年）為妻，有七子七女：
- 長子腓特烈·路德維希（Friedrich Ludwig，1707年11月23日—1708年—5月13日），夭折
- 長女弗蕾德里克·索菲·威廉明妮（Friederike Sophie Wilhelmine，1709年7月3日—1758年10月14日），1731年與勃蘭登堡-拜律特藩侯腓特烈結婚。
- 次子腓特烈·威廉（Friedrich Wilhelm，1710年8月16日—1711年7月31日），奧蘭治親王，夭折。
- 三子腓特烈（Friedrich，1712年1月24日—1786年8月17日），普魯士國王。
- 次女夏洛特·阿爾貝汀（Charlotte Albertine，1713年5月5日—1714年6月10日），夭折
- 三女弗蕾德里克·路易絲（Friederike Luise，1714年9月28日—1784年2月4日），1729年與勃蘭登堡-安斯巴赫藩侯卡爾結婚。
- 四女菲律賓·夏洛特（Philippine Charlotte，1716年3月13日—1801年2月17日），1733年與不伦瑞克-沃爾芬比特爾公爵卡爾一世結婚。
- 四子路德維希·卡爾·威廉（Ludwig Karl Wilhelm，1717年5月2日—1719年8月31日），夭折
- 五女索菲·多蘿西亞·瑪麗（Sophie Dorothea Marie，1719年1月25日—1765年11月13日），1734年與勃蘭登堡-施維德特藩侯弗里德里希·威廉結婚。
- 六女路易絲·烏爾莉卡（Luise Ulrike，1720年7月24日—1782年7月2日），1744年與瑞典王儲荷爾斯泰因-戈托普的阿道夫·腓特烈結婚，1751年成為瑞典王后。
- 五子奧古斯特·威廉（August Wilhelm，1722年8月9日—1758年6月12日），1742年與不伦瑞克-沃爾芬比特爾公主路易絲結婚，國王腓特烈·威廉二世的父親。
- 七女安娜·阿瑪莉埃（Anna Amalia，1723年11月9日—1787年3月30日），奎德林堡的女修道院長。
- 六子腓特烈·海因里希·路德維希（Friedrich Heinrich Ludwig，1726年1月18日—1802年8月3日），普魯士將軍，1752年娶黑森-卡塞爾郡主威廉敏妮，無子嗣。
- 七子奧古斯特·斐迪南（August Ferdinand，1730年5月30日—1813年5月2日），1755年娶布蘭登堡-施韋特的路易絲，有五子。